# Zimiromus lingua
Zimiromus lingua Platnick & Shadab, 1976 è un ragno appartenente alla famiglia Gnaphosidae.

## Etimologia
Il nome della specie deriva dal latino lingua, in riferimento alla forma della base dell'epigino femminile.

## Caratteristiche
L'olotipo femminile rinvenuto ha lunghezza totale è di 6,19-7,20mm; la lunghezza del cefalotorace è di 2,20-2,41mm; e la larghezza è di 1,79-1,98mm.

## Distribuzione
La specie è stata reperita nel Messico meridionale: l'olotipo femminile è stato rinvenuto 5 miglia ad ovest di San Cristóbal de las Casas, nello stato del Chiapas.

## Tassonomia
Al 2016 non sono note sottospecie e dal 1976 non sono stati esaminati nuovi esemplari.